# Lirceus louisianae
Lirceus louisianae är en kräftdjursart som först beskrevs av J.G. Mackin och Leslie Raymond Hubricht 1938.  Lirceus louisianae ingår i släktet Lirceus och familjen sötvattensgråsuggor. Inga underarter finns listade i Catalogue of Life.